# 4676 Uedaseiji
4676 Uedaseiji eller 1990 SD4 är en asteroid i huvudbältet som upptäcktes den 16 september 1990 av de båda japanska astronomerna Kazuro Watanabe och Tetsuya Fujii vid Kitami-observatoriet. Den är uppkallad efter den japanske astronomen Seiji Ueda.
Asteroiden har en diameter på ungefär 8 kilometer.